# فقط بگو نه

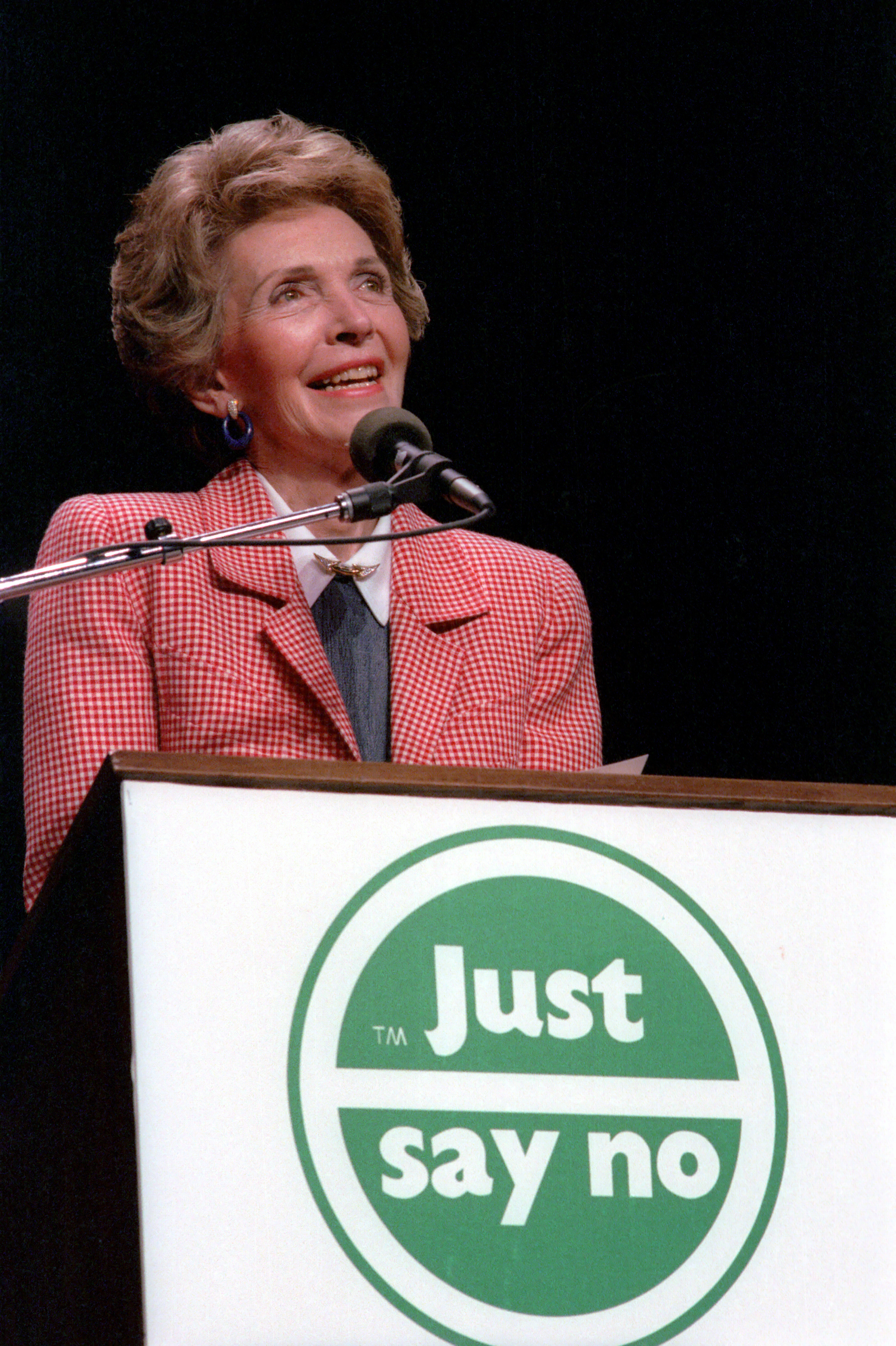

«فقط بگو نه» (به انگلیسی: Just Say No) شعاری دولتی در آمریکا بود که در جنگ با مواد مخدر در دهه ۱۹۸۰ و اوایل دهه ۱۹۹۰ به کار می‌رفت و هدف از آن، تشویق دانش آموزان و دانشجویان در امتناع از مصرف مواد مخدر بود.
این شعار توسط نانسی ریگان بانوی اول ایالات متحده آمریکا در زمان نامزدی شوهرش رونالد ریگان ابداع شد
این شعار در انگلیس نیز شهرت یافت.